# Grégoire Biyogo
 (novembre 2017).
Pour les articles homonymes, voir Biyogo.
Grégoire Biyogo, né à Oyem, chef-lieu de la province du Woleu-Ntem, au Gabon, est un égyptologue, philosophe, politologue, poète, essayiste et écrivain gabonais.

## Biographie
Grégoire Biyogo a été formé à l'université de Libreville puis à l'université Paris-IV, où il arrive en 1984. Il obtient un DEA de Lettres en juin 1985, un DEA de philosophie en juin 1986 (Paris I Panthéon Sorbonne) et un diplôme de Science Po en juin 1991[réf. nécessaire], puis un doctorat de théorie et d'épistémologie des sciences humaines à la Sorbonne en quatre tomes écrits en 1990 sous le titre L’Écriture et le Mal; et une HDR soutenue à l'Université Paris-Est Créteil en 2008, garant Pr. Papa Samba Diop.
Il a eu cinq « maîtres à penser » : Tsira Ndong Ndoutoume (savant Ekang dans le cadre du Mvett), Cheikh Anta Diop, Karl Popper, Richard Rorty et Jacques Derrida, auxquels il a dédié des livres[Lesquels ?]. La lecture de ces penseurs l'a amené à élaborer cinq discours : la Mvettologie, l'épistémologie de l'égyptologie, la philosophie des sciences politiques et des relations internationales, la poématique sur fond derridiano-rortyen, et l'axiomatique quinaire en méthodologie.
Grégoire Biyogo a écrit de nombreux ouvrages, et 55 préfaces[réf. nécessaire]. Directeur de thèses, il a écrit trois thèses.
Il est professeur de poétique à l'université Omar Bongo de Libreville [réf. nécessaire] et de méthodologie de la recherche au séminaire doctoral du CEE de Paris XII comme au Centre Universitaire Européen de Management[réf. à confirmer].
Il a été désigné au Colloque International du CERDOTOLA à Yaoundé par ses pairs Président du Comité International des Savants et Experts Africains (CISEA).

## Publications

### Essais

#### Égyptologie
- Aux sources égyptiennes du savoir, Vol. I, Généalogie et enjeux de la pensée de Cheikh Anta Diop, Paris, Héliopolis, 1998, Rééd. Menaibuc, 2000.
- Aux sources égyptiennes du savoir, Vol. II, Système et anti-système, Cheikh Anta Diop et la destruction du Logos classique, Paris, 1998, Rééd. Menaibuc, 2000.
- Origine égyptienne de la philosophie, Au-delà d’une amnésie philosophique : le Nil comme berceau universel de la philosophie, Paris, Ménaibuc, 2001.
- Kémit anti-démocrate. Essai d’élucidation de l’énigme de la souveraineté en Afrique et dans le monde noir, Paris, Ménaibuc, 2001.
- Le Buste de Zénon (l’Africain), Paris, Ménaibuc, 2001.
- Manifeste pour lire autrement l’œuvre de Cheikh Anta Diop (1923-1986), Paris, L’Harmattan, 2007.
- Bibliographie sélective et classificatoire des œuvres de la philosophie et de l’égyptologie africaines, Paris, L’Harmattan, 2011.
- Lexique, Paris, L’Harmattan, 2011.
- Dictionnaire comparé égyptien/fang-Beti, Paris, Imhotep, 2013.
- Dictionnaires des connaissances philosophiques de l'ancienne Égypte, Paris, Imhotep, 2017.

#### Recherches sur le Mvett et l’égyptologie
- L’Origine du Songo selon le Mvett, Libreville, ICAD, 1999.
- Encyclopédie du Mvett, Tome I, Du Haut Nil en Afrique Centrale : Le rêve poétique et musical des Fang Anciens, Paris, Ciref-Icad, 2000, Rééd. Paris, Ménaibuc, 2002.
- Adieu à Tsira Ndong Ndoutoume, Hommage à l’inventeur de la Raison graphique du Mvett, Paris, L’Harmattan, 2007.

#### Histoire de la philosophie, philosophie moderne et contemporaine
- Adieu à Jacques Derrida. Enjeux et perspectives de la déconstruction, Paris, L’Harmattan, 2005.
- Histoire de la philosophie africaine, 3 volumes, Paris, L’Harmattan, 2005.
- Histoire de la philosophie africaine, 4 volumes, Paris, L’Harmattan, 2006.

#### Méthodologie, épistémologie, poétique
- Traité de méthodologie et d’épistémologie de la recherche. Les Modèles quinaires, Paris, L’Harmattan, 2005.
- Corpus des Corpus : Répertoire des auteurs et des livres du Gabon, Vol. I : Lettres, philosophie, Sciences Humaines, égyptologie, économie, droit, science politique, Paris, L’Harmattan, 2011.
- Littérature et philosophie à l’épreuve de la Nouvelle théorie, L’Amitié impossible d’Orphée et de l’Oiseau de Minerve, Paris, L’Harmattan, 2008.

#### Politique
- Omar Bongo Ondimba l’insoumis ?, Paris, L’Harmattan, 2008.
- Déconstruire les Accords de coopération franco-africains, Au-delà de l’interventionnisme politique, militaire et économique, Paris, L’Harmattan, 2008.

#### Idées religieuses
- Introduction à la Réforme de l’Église actuelle, Paris, L’Harmattan, 2008.

### Littérature

#### Trilogie romanesque
- Orphée Négro, Paris, L’Harmattan, 2006.
- Homo Viator, Paris, L’Harmattan, 2008.
- La Terre promise, Paris, L’Harmattan, 2008.

#### Textes poétiques
- Titre générique : Running Away, Au bout des Enfers, Paris, L'Harmattan, 2011.
- Théâtre philosophique d’inspiration égyptienne : Les Hommes d'Ailleurs, 2012.
- Running Away, 3 volumes supplémentaires, Paris, L'Harmattan, 2015.

### Publications communes (colloques)
- Islam et littératures, Actes du Colloque de l’Université Paris XII, Paris, Silex, 1987.
- La querelle Umberto Eco contre Richard Rorty, colloque international d’épistémologie, Ciref-ICAD, 1995.
- Colloque international Cheikh Anta Diop organisé à Dakar par l’Université Cheikh Anta Diop, à l’occasion des 10 ans de sa mort (1986-1996). Dakar, Université Cheikh Anta Diop, 1996.

- Afrique : la Démocratie en question, Actes du colloque du CERGEP, Libreville, CERGEP, 2000.
- In Le Malaise gabonais, préface de Yves Copans, Harmattan, 2005.
- Croire en l’homme. Mélanges offerts au professeur Georges Ngal à l’occasion de ses 70 ans, Paris, L’Harmattan, 2006. Mélanges que nous avons coordonnés après avoir organisé un Colloque International Ngal à l’Université de Libreville
- Colloque sur la philosophie africaine, Paris Ciref-ICAD, 2011.
- In Unité et pluralité de la vérité. Mélanges en l’honneur du prof. Dr. Alphonse Ngindu Mushete, 2014.

### Préfaces et postfaces de Grégoire Biyogo

#### Essais philosophiques
- Préface au texte de Catherine Stoll-Simont, La Mise en Etre, poèmes ontologiques, Paris, L’Harmattan, 2005.
- Préface au texte d’Auguy Makey, L’Homme, le sublime zéro, Paris, L’Harmattan, 2008.
- Préface au texte de Léon Mbou Yembit de Biborat, L’Universalité des questions philosophiques, Paris, L’Harmattan, 2008.
- Préface de l’ouvrage d’Yves Kounougous, La philosophie politique de WEB Du Bois, Paris, Ciref, 2011.

#### Mvett
- Préface au texte de Daniel Assoumou Ndoutoumou, Du Mvett II, L’Orage : le processus de démocratisation raconté par un diseur de Mvett, Présentation de Tsira Ndong Ndoutoume, Paris, L’Harmattan, 1993.
- Préface au texte de Laurent Minko Bengone, Comprendre autrement le Mvett, Paris, L’Harmattan, 2008.
- Préface au texte de Cyriaque Simon-Pierre Akomo-Zoghe, Parlons fang, Culture et langue des Fang du Gabon, postface de Bonaventure Mvé-Ondo, Paris, L’Harmattan, 2010.
- Préface au texte du texte Régis Ollomo Ella, Un Mvet d’Akué Obiang, Vol 1, Le Récit Abiê. Paris, L’Harmattan, 2011.
- Préface du texte de Steeve Elvis Ella, Mvett Ekang et le projet Bikalik. Essai sur la condition humaine, postface de Bonaventure Mvé-Ondo, Paris, L’Harmattan, 2011.

#### Essais (Droit, Politique et Economie)
- Préface de l’ouvrage de Nicolas Agbohou, Le Franc CFA et l’Euro contre l’Afrique, postface de Jean Ziegler, Paris, Solidarité Mondiale, 1999.
- Préface de l’ouvrage de Francis-Michel Mbadinga, Les Églises de Réveil face à la crise de l’Etat en Afrique, Paris, L’Harmattan, 2005.
- Préface du livre collectif : Congo Brazzaville : Autopsie d’une crise politique chronique, Paris, L’Harmattan, 2005.
- Préface de l’ouvrage de Jimmy Mapango, Le Monde a changé, Paris, L’Harmattan, 2011.

#### Essai (Finance)
- Préface du livre de Cédric Achille Mbeng Mezui, Transformer le Gabon, Les Editions Imhotep, 2014.

#### Théologie
- Préface du texte de Kalamba Nsapo, Les Grands courants de la théologie du monde noir (Afrique et Diaspora), Paris, Les Editions Imhotep, 2013.
- Préface du texte du Révérend Docteur Alain Pascal Biteghe-Bi-Nzeng, Une Nouvelle Ere Humaine : La Vision Mebege Menpkam, Paris, Les Editions Imhotep, 2013.

#### Poésie
- Postface au recueil d’Elimane Kane, La Parole du Baobab, Paris, Acoria, 1999.
- Préface au recueil de Pierre Ondounga Pépé, Le Crépuscule du silence, Paris, L’Harmattan, 2001.
- Préface au recueil de Lucie Mba, Patrimoine, Maison Gabonaise du Livre, 2003.
- Préface au recueil de Kanemouono, Cauris, Paris, 2004.
- Préface au recueil de Catherine Stoll-Simon, La Mise en être, poèmes ontologique, Paris, L’Harmattan, 2005.
- Préface au recueil de Lucie Mba, Patrimoine II, Poèmes en prose entrelacés, Paris, L’Harmattan, 2006.
- Préface au recueil de Max-Médard d’Ozintoh, La Vie au fond du cœur, Biarritz, Atlantica, 2006.
- Préface au recueil de Bellarmin Moutsinga, Equatoriales, Paris, L’Harmattan, 2006.
- Préface au recueil d’Albert Ngou Ovono, Vague-à-l’âme, Paris, L’Harmattan, 2006.
- Préface au recueil de Marie-Constance Zeng Ebome, Lignes d’horizon, poème négro-spiritual de mon âme, Paris, L’Harmattan, 2008.
- Quatrième de couverture de Wilfried Idiata, L’Ecume des lendemains, préface de Bellarmin Moutsinga, 2006.
- Préface au recueil de Bellarmin Moutsinga, Elégies crépusculaires, Paris, L’Harmattan, 2011.
- Avant-Dire du recueil de Peter Stephen Assaghle, Pandemonium, Imhotep, 2012.

#### Sémiotique
- Préface au texte de Nza-Matéki, Contes et débats traditionnels chez les Punu, Libreville, Polypresse, 2002.
- Préface au texte de Fortunat Obiang, Les Registres de la Modernité dans la littérature gabonaise (2vol), Paris, L’Harmattan, 2006.
- Préface au texte de Nicolas Mba Zué, Missim ou la quête du Byere paternel, Paris, L’Harmattan, 2008.
- Préface au texte d’Eric Dodo Bouguenza, Dictionnaire des gabonismes, Paris, L’Harmattan, 2008.
- Préface au texte d’Eric Dodo Bouguenza, Pour un usage démocratique des langues du Gabon, Paris, L’Harmattan, 2008.

#### Science / Technologie
- Préface du texte de Didier Ggaguidi, Mutations technologiques et scientifiques en Afrique sub-saharienne, Paris, L’Harmattan, 2010.

#### Panafricanisme, Philosophie et Économie Politique de la Renaissance[6]
- Préface au livre de Kémi Seba, Supra-négritude, 2013.
- Préface du texte de Kemi Seba, Black Nihilism, 2011.
- Préface du texte de Mama Ndiade, Cheikh Anta Diop, le dernier pharaon, Rééd. 2014.